# Saint-Victor-Rouzaud
Saint-Victor-Rouzaud (okzitanisch Sent Victor e Rosaud) ist eine französische Gemeinde mit 215 Einwohnern (Stand 1. Januar 2022) im Département Ariège in der Region Okzitanien. Sie gehört zum Kanton Pamiers-1 und zum Arrondissement Pamiers. 
Sie grenzt im Nordwesten an Madière, im Nordosten an Pamiers, im Osten an Saint-Bauzeil, im Südosten an Artix, im Südwesten an Cazaux und im Westen an Montégut-Plantaurel. Das Gemeindegebiet wird vom Flüsschen Estrique durchquert.

## Bevölkerungsentwicklung
| Jahr      | 1962 | 1968 | 1975 | 1982 | 1990 | 1999 | 2008 | 2015 |
| --------- | ---- | ---- | ---- | ---- | ---- | ---- | ---- | ---- |
| Einwohner | 179  | 169  | 138  | 161  | 151  | 161  | 224  | 250  |